# أولاد مسعود (الحلاليف 2)
أولاد مسعود هو دُوَّار يقع بجماعة بئر النصر، إقليم بنسليمان، جهة الدار البيضاء سطات في المملكة المغربية. ينتمي الدوّار لمشيخة الحلاليف 2 التي تضم 4 دواوير. يقدر عدد سكانه بـ 471 نسمة حسب الإحصاء الرسمي للسكان والسكنى لسنة 2004.

## روابط خارجية
- البوابة الوطنية للجماعات الترابية
- المندوبية السامية للتخطيط